# Bombaim
Bombaim ou, oficialmente, Mumbai (em marata: मुंबई ; romaniz.:  Mumbaī; em inglês: Mumbai ou Bombay) é a maior e mais importante cidade da Índia. Conta com uma população estimada em 12 478 447 habitantes (2011) residindo apenas em seu núcleo urbano, ou 20 748 395, se considerarmos sua região metropolitana, conhecida como Grande Bombaim, a segunda maior do país — atrás apenas de Grande Deli — e a 4.ª mais populosa do mundo. Capital e maior cidade do estado de Maarastra, situa-se nas margens do oceano Índico.
As sete ilhas que vieram a constituir Bombaim foram habitadas por nómadas que tinham a pesca como a sua principal fonte de sobrevivência. Durante séculos, as ilhas estiveram sob o controle de sucessivos impérios indianos, antes de serem cedidas aos portugueses que depois as cederam aos britânicos, quando passou a ser controlada pela Companhia Britânica das Índias Orientais. Em meados do século XVIII, a urbanização de Bombaim foi reformulada pelos britânicos, com grandes projetos de engenharia civil, fazendo surgir uma cidade comercial e cosmopolita. O desenvolvimento econômico e educacional caracterizou a cidade durante o século XIX, tornando-a uma forte base para o movimento de independência da Índia, no início do século XX. Quando o país se tornou independente em 1947, a cidade foi incorporada ao estado de Bombaim. Em 1960, após o movimento Maharashtra Samyukta, o novo estado de Maarastra foi criado, com Bombaim como capital, como se mantém até hoje.
Classificada como uma "cidade global alfa", Bombaim é o maior centro econômico e comercial da Índia, abrigando instituições financeiras importantes, como o Reserve Bank of India (o banco central indiano), a Bolsa de Valores de Bombaim e a Bolsa de Valores da Índia, bem como a sede de diversas empresas importantes. Todos esses atributos fazem com que a cidade seja considerada a mais rica do país, com um produto interno bruto estimado em 209 bilhões * USD em 2008, segundo cálculos da PricewaterhouseCoopers, e correspondendo a cerca de 5,5% do produto interno bruto do país. A cidade ainda é responsável por quase 70% de todas as transações comerciais e financeiras da Índia.
Com um dos maiores e mais movimentados portos do mundo, a cidade de Bombaim é responsável por cerca de 70% de toda a atividade portuária do país — devido, principalmente à sua modernidade e a sua posição estratégica dentro do continente asiático. Bombaim atrai imigrantes de todo o país e de vários países vizinhos, devido às grandes oportunidades comerciais e ao nível de vida relativamente alto. Tornou-se, com isto, um núcleo cosmopolita de várias comunidades e culturas. É em Bombaim que se situa Bollywood, o principal centro da indústria indiana de cinema e televisão.

## Etimologia
Segundo a versão oficial, o nome do local deriva da deusa adorada no templo de Mumbadevi, um dos mais antigos da ilha de Bombaim construído pela população nativa, encontrado pelos portugueses à sua chegada, que o deixaram intacto.
Acredita-se que a primeira referência europeia à ilha de Bombaim foi feita por Duarte Barbosa em 1516, designando-a Benamajambu; [a]  Alguns autores pretendem que majambu poderá ser uma alusão a Mumbadevi. No entanto, enquanto que Bena refere-se provavelmente a Tana, majambu parece referir-se somente à ilha vizinha de Mahim, ambos os locais atualmente subúrbios de Bombaim. O primeiro autor português a se referir ao local como Bombaim foi Gaspar Correia, que chegou à Índia em 1512, nas suas “Lendas da Índia”, cuja escrita começou por essa altura, sendo secretário de Afonso de Albuquerque. Naquele mesmo século, a grafia parece haver evoluído para Mombayn (1525) e depois Mombaim (1563)
José Pedro Machado refuta uma explicação alternativa para o nome, sem bases científicas, segundo a qual Bombaim seria uma corruptela do português "Bom Bahia" (sic) ou "Boa Bahia". Esta confusão teria levado ingleses pouco sabedores de português a suporem a presença dessa palavra no topónimo, pelo que o português Bombaim teria se transformado no inglês Bombay.
Em 1995, o nome da cidade foi alterado pelo partido Exército de Shivaji (ou Shiv Sena), de cariz chauvinista marata e hindu, para o seu equivalente marata मुंबई, transcrito como Mumbai, imediatamente após a sua subida ao poder no estado de Maarastra. Não obstante, a forma Bombay continuou largamente em uso entre a população indiana, incluindo os realizadores cinematográficos de Bollywood. A mudança do nome estimulou um debate em torno do chauvinismo nacionalista que teria motivado a decisão e sobre a própria identidade da cidade. Por outro lado, foram registadas represálias contra quem se recusou a adoptar a nova designação.

## História

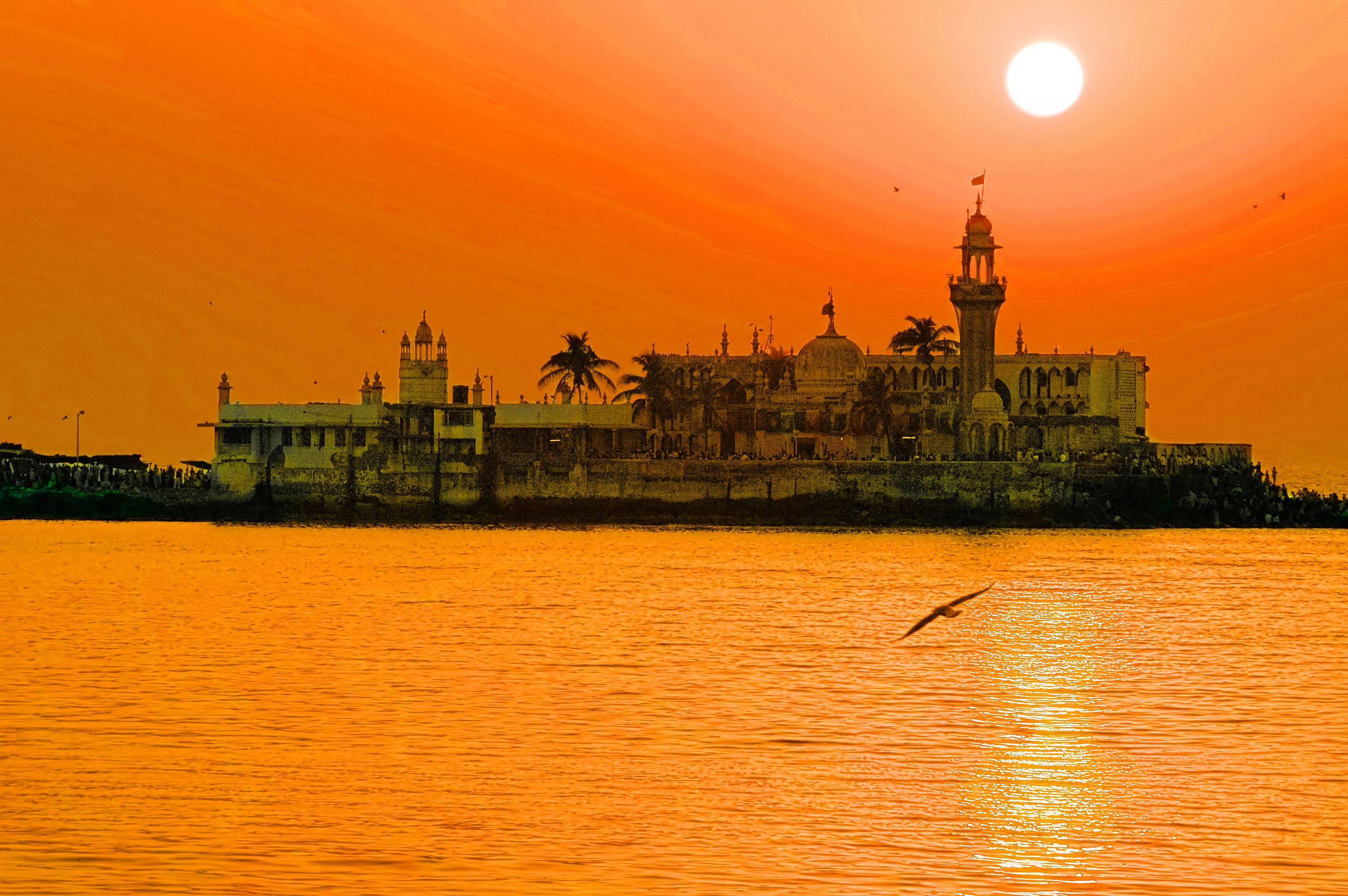
O Haji Ali Dargah foi construído em 1431, quando Bombaim estava sob o domínio do Sultanato de Guzarate

### Primeiros povos
Bombaim era originalmente um arquipélago de sete ilhas. Os artefatos encontrados perto de Kandivali, no norte da cidade, indicam que as ilhas eram habitadas desde a Idade da Pedra. A presença humana encontra-se documentada desde 250 a.C., quando, segundo Ptolomeu, o local era conhecido como Heptanésia. Durante o século III a.C., as ilhas integraram o Império Máuria, governado pelo imperador budista Açoca. Posteriormente, os soberanos hindus da dinastia Silhara governaram-nas até 1343, quando foram anexadas pelo Sultanato de Guzarate.

### Colonização europeia

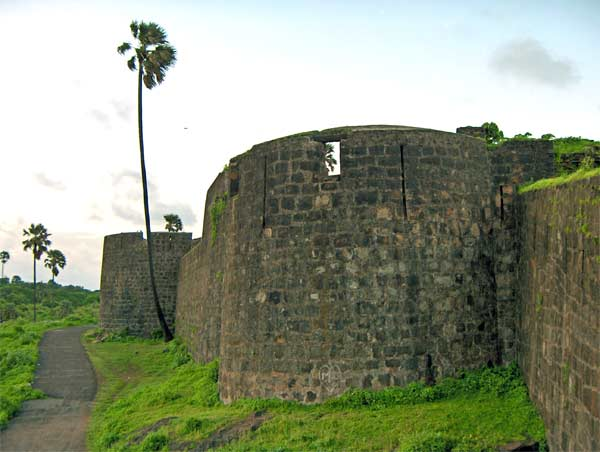
Forte de Versová, construído pelos portugueses e um dos principais fortes de Salsete

A primeira visita de Portugueses a Bombaim registrou-se em 1509. Posteriormente, em 1534, as ilhas foram entregues aos portugueses pelo sultão Bádur Xá de Guzarate. Em 1661, foram incluídas no dote de Catarina de Bragança, quando esta casou com Carlos II de Inglaterra. Em 1668, a coroa inglesa arrendou as ilhas à Companhia Britânica das Índias Orientais. A partir daí a população cresceu rapidamente de 10 000 habitantes em 1661 para 60 000 em 1675. Em 1687, a companhia transferiu a sua sede de Surate para Bombaim.
A partir de 1817, a cidade foi reformulada, com grandes projetos de engenharia civil destinados a fundir todas as ilhas do arquipélago em um único terreno. A primeira ferrovia indiana, aberta em 1853, ligava Bombaim a Tana. Durante a Guerra Civil Americana (1861–1865), a cidade tornou-se o principal mercado de algodão do mundo, o que estimulou consideravelmente a economia local. A abertura do Canal de Suez em 1869 transformou Bombaim em um dos maiores portos marítimos do mar Arábico.

### Século XX
Nos trinta anos seguintes, a cidade tornou-se um grande centro urbano, com melhorias na infraestrutura e o surgimento de muitas das instituições municipais. A população atingiu um milhão de habitantes em 1906, o que a fez a segunda maior cidade da Índia depois de Calcutá.

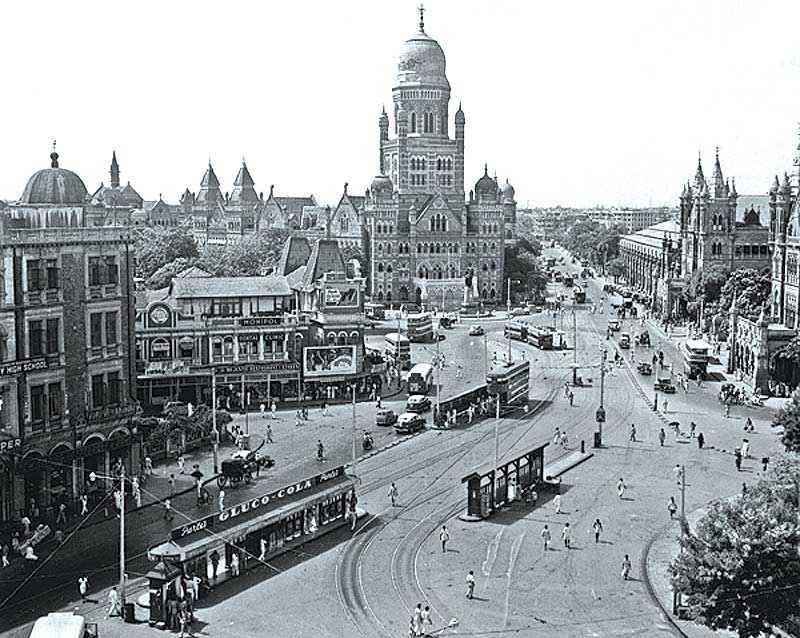
Bombaim em 1950

Foi uma base importante para o movimento de independência indiano, de que é exemplo o movimento "Deixem a Índia" (em inglês: Quit India), convocado por Gandhi em 1942. Após a independência da Índia em 1947, Bombaim passou a ser a capital do estado de Bombaim. Em 1950, a cidade expandiu-se até os seus limites atuais, ao incorporar partes da ilha de Salsete, ao norte.
Em 1960, quando o estado de Bombaim foi dividido por critérios linguísticos entre os novos estados de Maarastra e Guzarate, a cidade tornou-se a capital do primeiro. O final dos anos 1970 assistiu-se a um surto de construção e a um influxo considerável de imigrantes, que fizeram Bombaim ultrapassar Calcutá em termos populacionais. A presença de forasteiros começou a preocupar a etnia local, marata, o que levou ao surgimento do partido político de extrema-direita Exército de Shivaji (ou Shiv Sena), em 1966. A cidade viveu episódios violentos, como o tumulto sectário de 1992 e os atentados bombistas de 1993 e de 2006, este último, como o de 2008 ligado a terroristas islâmicos. Em 2008 ocorreu um ataque terrorista que matou mais de cem pessoas e deixou outras 300 feridas.
Em 1995, o governo do estado de Maarastra, controlado pelo partido Exército de Shivaji, repudiou o nome tradicional Bombay em favor da versão marata Mumbai. Em 2004, a cidade sediou o Fórum Social Mundial.

## Geografia

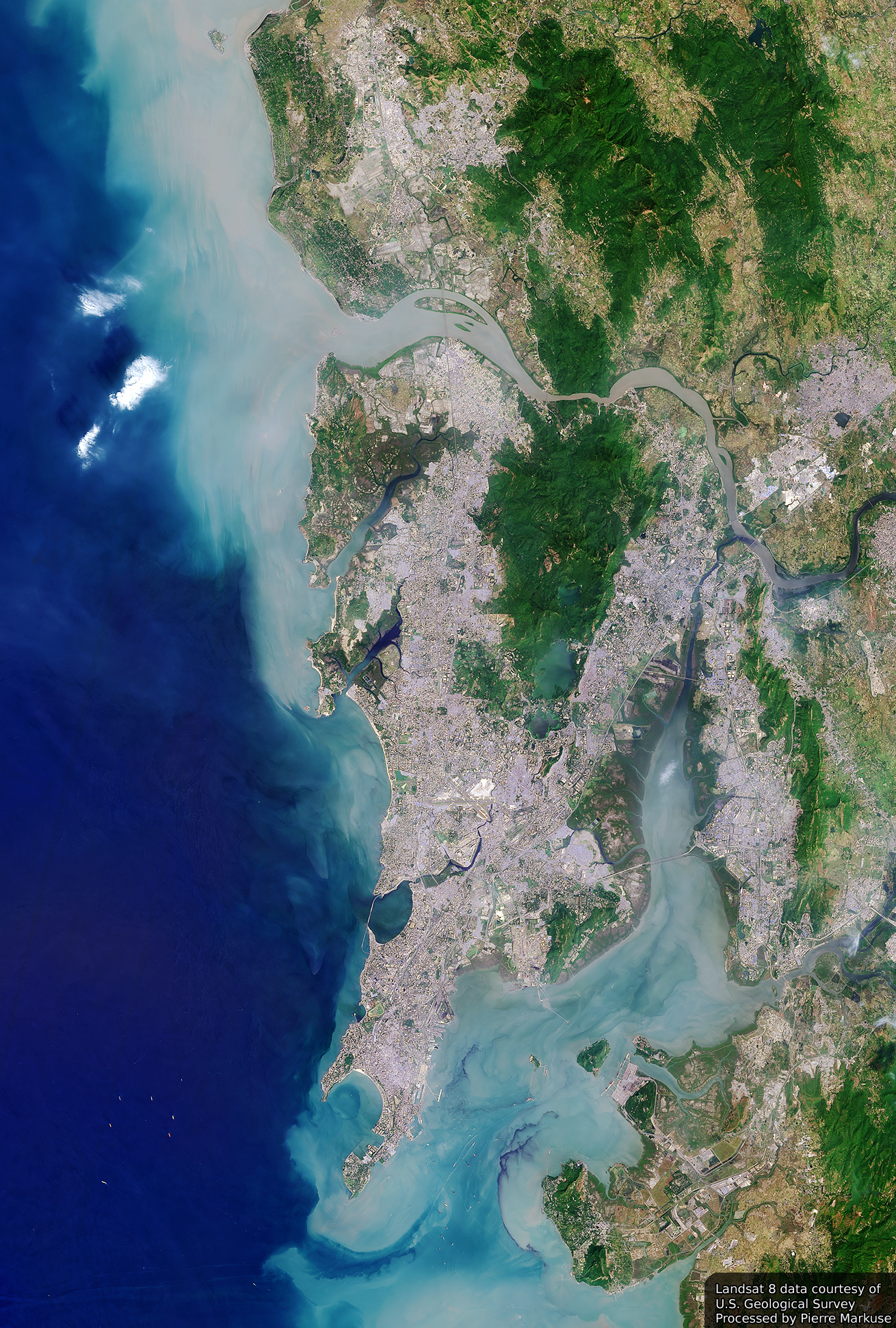
Bombaim a partir do Landsat 5

Bombaim situa-se na desembocadura do rio Ulhas, na costa ocidental da Índia, numa região litorânea chamada Concão. A maior parte da cidade está ao nível do mar; a elevação média vai de 10 a 15 m. Bombaim soma 468 km² de área.
O litoral da cidade possui diversas baías e canais; a costa oriental da ilha de Salsete é coberta por grandes manguezais de grande biodiversidade.
A região onde se encontra Bombaim é sismicamente ativa e portanto sujeita a sismos, devido a três falhas geológicas na vizinhança.
Bombaim é formada por duas áreas distintas: a cidade e os subúrbios, que se constituem em distritos separados, pertencentes ao estado de Maarastra.

### Clima
O clima da cidade, localizada na zona tropical e defronte do mar Arábico, apresenta duas estações definidas — a úmida e a seca. Na estação úmida, entre março e outubro, a temperatura ultrapassa 30 °C, com alta umidade. As monções são caraterísticas desta época do ano, entre junho e setembro, causando uma precipitação anual de 2 200 mm.
A estação seca, entre Novembro e Fevereiro, apresenta níveis mais baixos de umidade e temperaturas moderadas. Os ventos setentrionais baixam a temperatura em Janeiro e Fevereiro. As temperaturas médias anuais variam entre 38 e 11 °C.
| Dados climatológicos para Bombaim                                            | Dados climatológicos para Bombaim | Dados climatológicos para Bombaim | Dados climatológicos para Bombaim | Dados climatológicos para Bombaim | Dados climatológicos para Bombaim | Dados climatológicos para Bombaim | Dados climatológicos para Bombaim | Dados climatológicos para Bombaim | Dados climatológicos para Bombaim | Dados climatológicos para Bombaim | Dados climatológicos para Bombaim | Dados climatológicos para Bombaim | Dados climatológicos para Bombaim |
| Mês                                                                          | Jan                               | Fev                               | Mar                               | Abr                               | Mai                               | Jun                               | Jul                               | Ago                               | Set                               | Out                               | Nov                               | Dez                               | Ano                               |
| ---------------------------------------------------------------------------- | --------------------------------- | --------------------------------- | --------------------------------- | --------------------------------- | --------------------------------- | --------------------------------- | --------------------------------- | --------------------------------- | --------------------------------- | --------------------------------- | --------------------------------- | --------------------------------- | --------------------------------- |
| Temperatura máxima recorde (°C)                                              | 37,0                              | 38,3                              | 40,4                              | 40,6                              | 39,7                              | 37,2                              | 35,6                              | 33,8                              | 35,6                              | 39,5                              | 38,4                              | 36,7                              | 40,6                              |
| Temperatura máxima média (°C)                                                | 30,6                              | 31,3                              | 32,7                              | 33,1                              | 33,3                              | 31,9                              | 29,8                              | 29,3                              | 30,1                              | 32,9                              | 33,4                              | 32,0                              | 31,7                              |
| Temperatura mínima média (°C)                                                | 16,4                              | 17,3                              | 20,7                              | 23,7                              | 26,1                              | 25,8                              | 24,8                              | 24,5                              | 24,0                              | 23,1                              | 20,5                              | 18,2                              | 22,1                              |
| Temperatura mínima recorde (°C)                                              | 11,7                              | 11,7                              | 16,3                              | 20,0                              | 22,8                              | 21,1                              | 21,7                              | 21,7                              | 20,0                              | 20,6                              | 17,8                              | 12,8                              | 11,7                              |
| Precipitação (mm)                                                            | 0,6                               | 1,5                               | 0,1                               | 0,6                               | 13,2                              | 574,1                             | 868,3                             | 553,0                             | 306,4                             | 62,9                              | 14,9                              | 5,6                               | 2 401,2                           |
| Dias com chuva                                                               | 0,1                               | 0,1                               | 0,0                               | 0,1                               | 1,0                               | 14,9                              | 24,0                              | 22,0                              | 13,7                              | 3,2                               | 1,1                               | 0,4                               | 80,6                              |
| Umidade relativa (%)                                                         | 69                                | 67                                | 69                                | 71                                | 70                                | 80                                | 86                                | 86                                | 83                                | 78                                | 71                                | 69                                | 75                                |
| Insolação (h)                                                                | 269,5                             | 257,6                             | 274,3                             | 283,7                             | 296,2                             | 148,6                             | 73,4                              | 75,9                              | 165,1                             | 240,2                             | 245,8                             | 253,2                             | 2 583,5                           |
| Fonte: IMD (período 1951–1980, temperaturas médias máxima e mínima até 2010) |                                   |                                   |                                   |                                   |                                   |                                   |                                   |                                   |                                   |                                   |                                   |                                   |                                   |
| Fonte 2: NOAA (média, umidade, dias de sol: período 1971–1990)               |                                   |                                   |                                   |                                   |                                   |                                   |                                   |                                   |                                   |                                   |                                   |                                   |                                   |

## Demografia

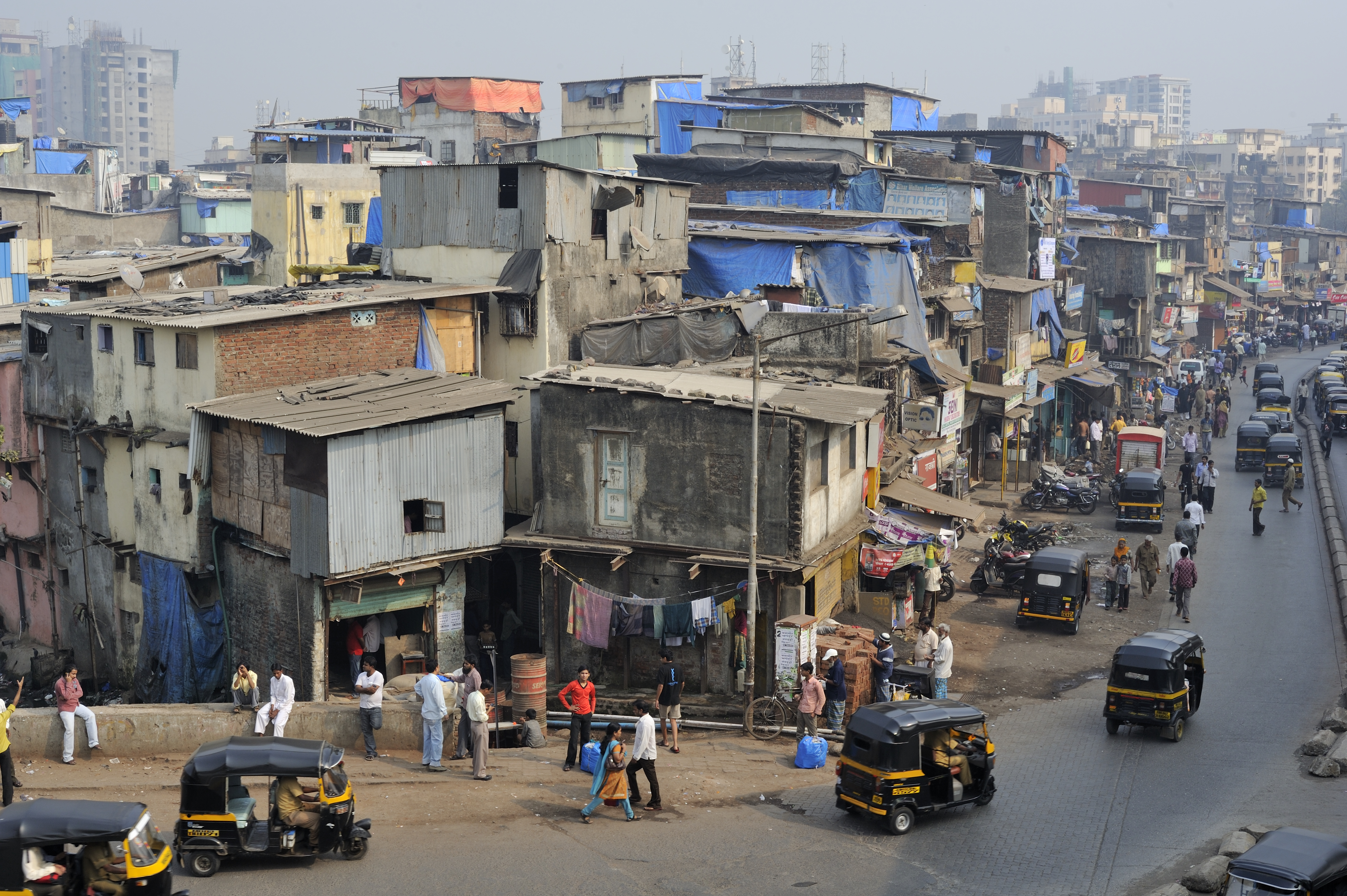
Rua em Dharavi, uma das maiores favelas da Ásia

A taxa de alfabetização de Bombaim ultrapassa 86%, significativamente maior que a média nacional, que não chega a 60%. As principais religiões presentes na cidade são o hinduísmo (68% da população), o islamismo (17%), o cristianismo e o budismo (4% cada). Há ainda parses, jainistas, siques, judeus e ateus.
A língua mais ouvida nas ruas da cidade é uma variante coloquial de hindi chamada Bambaiya, que mistura hindi, marata, inglês e algumas palavras próprias. O marata é amplamente falado e é também o idioma oficial do estado de Maarastra. O inglês é amplamente falado e é a principal língua nas empresas e escritórios locais. Outras línguas indianas são faladas: tâmil, gujarati, telugo, canarês, concani e urdu.
Bombaim sofre com os mesmos problemas de urbanização que afligem outras cidades de crescimento rápido em países em desenvolvimento: pobreza generalizada e padrões precários de saúde, emprego e educação. Cerca de 55% da população vive em favelas, as quais cobrem apenas 6% das terras da cidade

## Governo e política

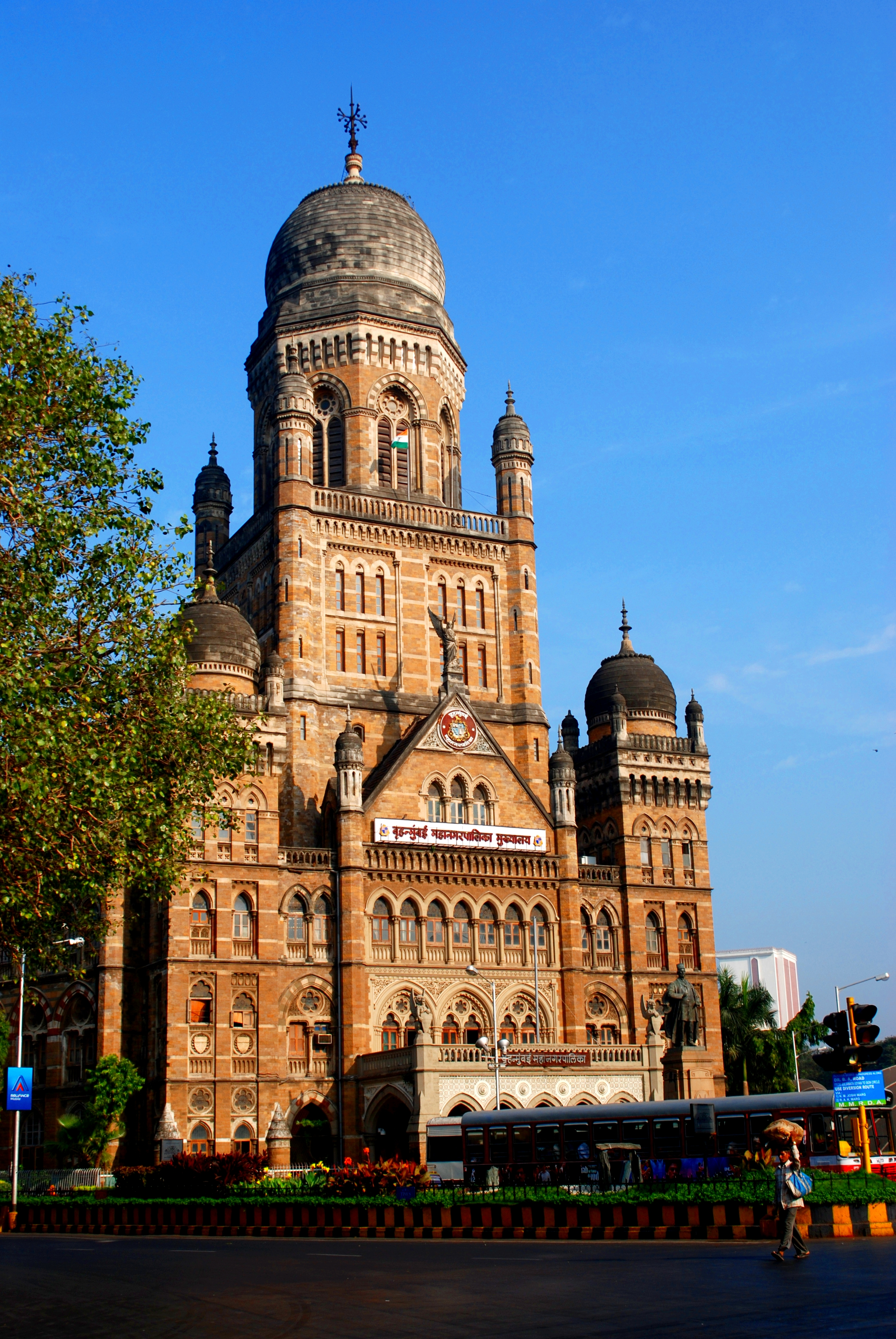
Sede do governo municipal

A Grande Bombaim tem uma área de 603 km2, que consiste nos distritos da cidade de Mumbai em si e de seus subúrbios, como Colaba, Mulund, Dahisar e Mankhurd. Sua população, de acordo com o censo de 2011, era de 12 478 447 de habitantes.
A cidade é administrada pela Corporação Municipal da Grande Bombaim (CMGB) (por vezes referida como Corporação Municipal Brihanmumbai), anteriormente conhecida como Corporação Municipal de Bombaim (CMB). A CMGB está a cargo das necessidades de civis e de infraestrutura de metrópole. O prefeito é escolhido através de eleição indireta pelos conselheiros, para um mandato de dois anos e meio.

### Cidades-irmãs
Bombaim é geminada com as seguintes cidades:
 Berlim, Alemanha
 Londres, Reino Unido
 Iocoama, Japão
 São Petersburgo, Rússia
 Estugarda, Alemanha
 Los Angeles, Estados Unidos
 São Paulo, Brasil
 Honolulu, Havaí

## Economia
Bombaim é a maior cidade da Índia, e o principal e mais desenvolvido centro financeiro e comercial do país, sendo responsável por cerca de 6% do produto interno bruto indiano em 2010. A cidade e sua região metropolitana servem ainda como grande centro industrial e comercial, contribuindo ao empregar 10% da mão-de-obra fabril, e fornecer 25% do rendimento industrial bruto do país e 33% dos impostos recolhidos pelo governo através da realização de atividades financeiras, além de gerar 20% dos impostos extraídos do setor de serviços na Índia.
Em 2008, o produto interno bruto nominal da região metropolitana de Bombaim foi de 919 bilhões * (cerca de 183 bilhões USD, enquanto sua paridade do poder de compra ficou em pouco mais de um trilhão de rupias (o que equivale a aproximadamente 208 bilhões USD). Já em 2009, o produto interno bruto per capita da Grande Bombaim foi de 48 000 de rupias (cerca de 9 700 USD), três vezes superior ao produto interno bruto per capita nacional.
Muitos dos aglomerados empresariais indianos, como Larsen & Toubro, Reliance Industries (RIL), Grupo Tata, Life Corp (LIC), etc., além de cinco das 500 maiores empresas do mundo, segunda a revista Forbes, têm sede em Bombaim. Além disso, a maioria dos bancos e instituições financeiras da Índia estão sediadas na cidade ou em sua região metropolitana.
Desde os anos 1970, Bombaim vem registrando um grande crescimento na atividade portuária e no setor industrial, considerados fundamentais para a economia da cidade desde a independência do Reino Unido. Entretanto, as atividades financeiras e o setor de comércio e seviços vâm ganhando cada vez mais espaço na economia da cidade, principalmente desde o final dos anos 1990. Em 2008, a Globalization and World Cities Study Group classificou Bombaim como uma cidade global alfa, o mais alto índice para se classificar uma cidade global. Tal alta classificação é fruto do fato da cidade ser a 3ª mais cara do mundo para atividades empresariais, e de ter sido considerada a cidade com mais rápido crescimento econômico da Ásia em 2007.

## Cultura

### Esportes

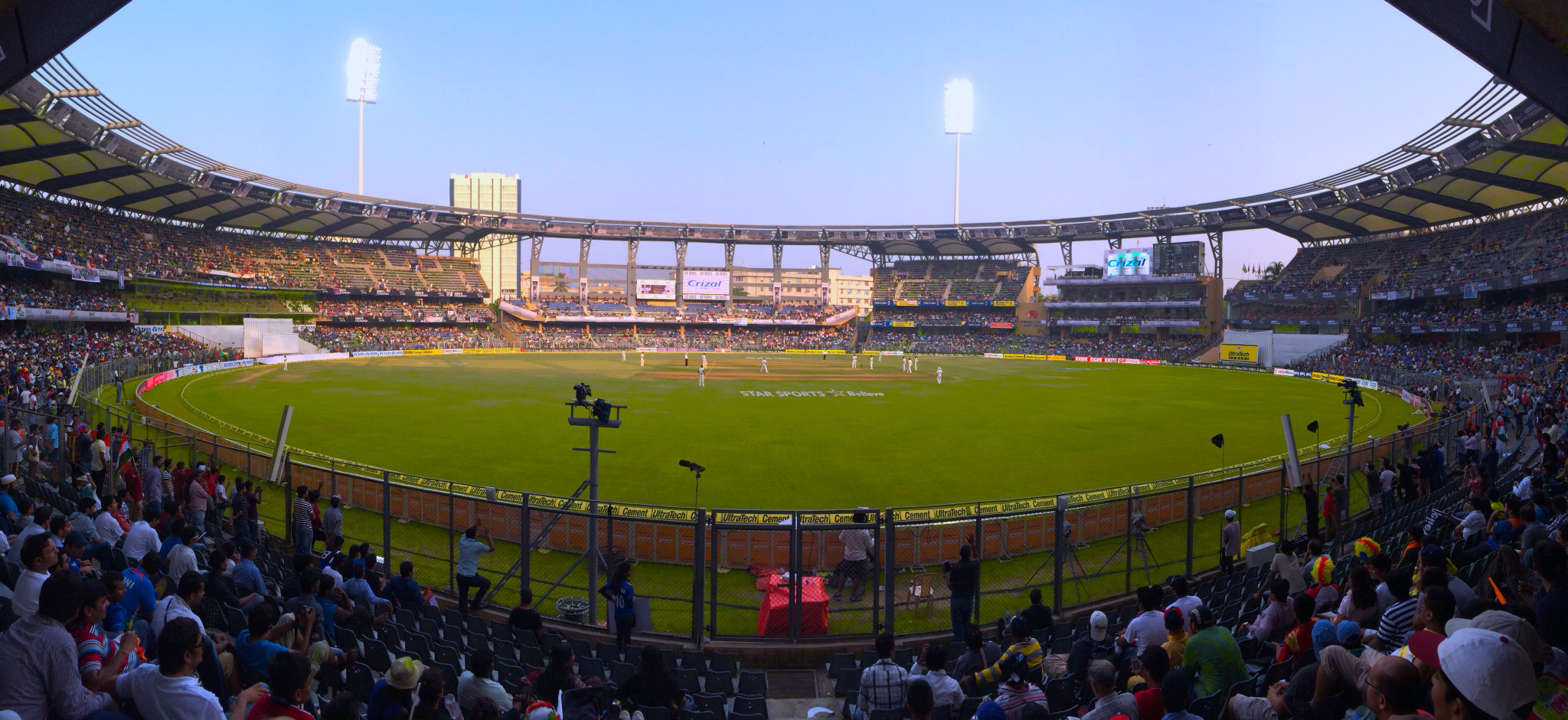
Estádio Wankhede

Assim como na maioria do país, o esporte mais popular de Bombaim é o críquete, o principal time de críquete é o Mumbai Indians da Indian Premier League. Junto com Londres, Bombaim é a única cidade do mundo que recebeu duas finais da Copa do Mundo de Críquete.
A cidade também é a casa do Maratha Warriors da Premier Hockey League (hóquei em campo) e três times de futebol da I-League: Mumbai FC, Mahindra United e Air-India FC.